# Châlons-en-Champagne
Châlons-en-Champagne város Franciaország északkeleti részén, Grand Est régió és Marne megye székhelye (prefektúra). Jelentős ipari, mezőgazdasági és közigazgatási központ. Franciaország kulturális és történelmi városa címet viseli. Jelenlegi nevét 1998-ban kapta, előzőleg Châlons-sur-Marne néven hívták. Lakosainak száma 43 218 fő (2022. január 1.). Châlons-en-Champagne L’Épine, Compertrix, Fagnières, Saint-Martin-sur-le-Pré, Saint-Memmie és Sarry községekkel határos.

## Története
Magyarországon talán jobban ismert Catalaunum néven, amely a Durocatalaunum rövidítése, ez volt a település neve a római időkben, az itt vívott csata jelentette ugyanis Attila hun birodalma széthullásának kezdetét.
A hunok 451-ben jutottak el a mai francia földre, elfoglalták annak nyugati részét, eljutottak Párizsig, amelyet a legenda szerint Szent Genovéva mentett meg a pusztítástól, s ostrom alá vették Orléans-ot is, amikor a rómaiak hadvezére, Flavius Aëtius nagy sereget gyűjtött össze ellenük. A hun sereg lassan visszavonult kelet felé, de a mai város közelében összetalálkozott Aëtius hadával. A csata hullámzó sikerrel folyt a délre egészen Troyes városáig terjedő térségben, de a döntő ütközet Catalaunum közelében zajlott le. Attila csapatai nem szenvedtek ugyan pusztító vereséget, de további visszavonulásra kényszerültek.

## Demográfia
| Lakosok száma | 50 764 | 51 137 | 48 423 | 46 184 | 44 899 | 45 268 | 44 753 | 44 379 | 44 336 | 43 218 |
|               | 1968   | 1982   | 1990   | 2006   | 2013   | 2015   | 2017   | 2019   | 2020   | 2022   |

## Látnivalók

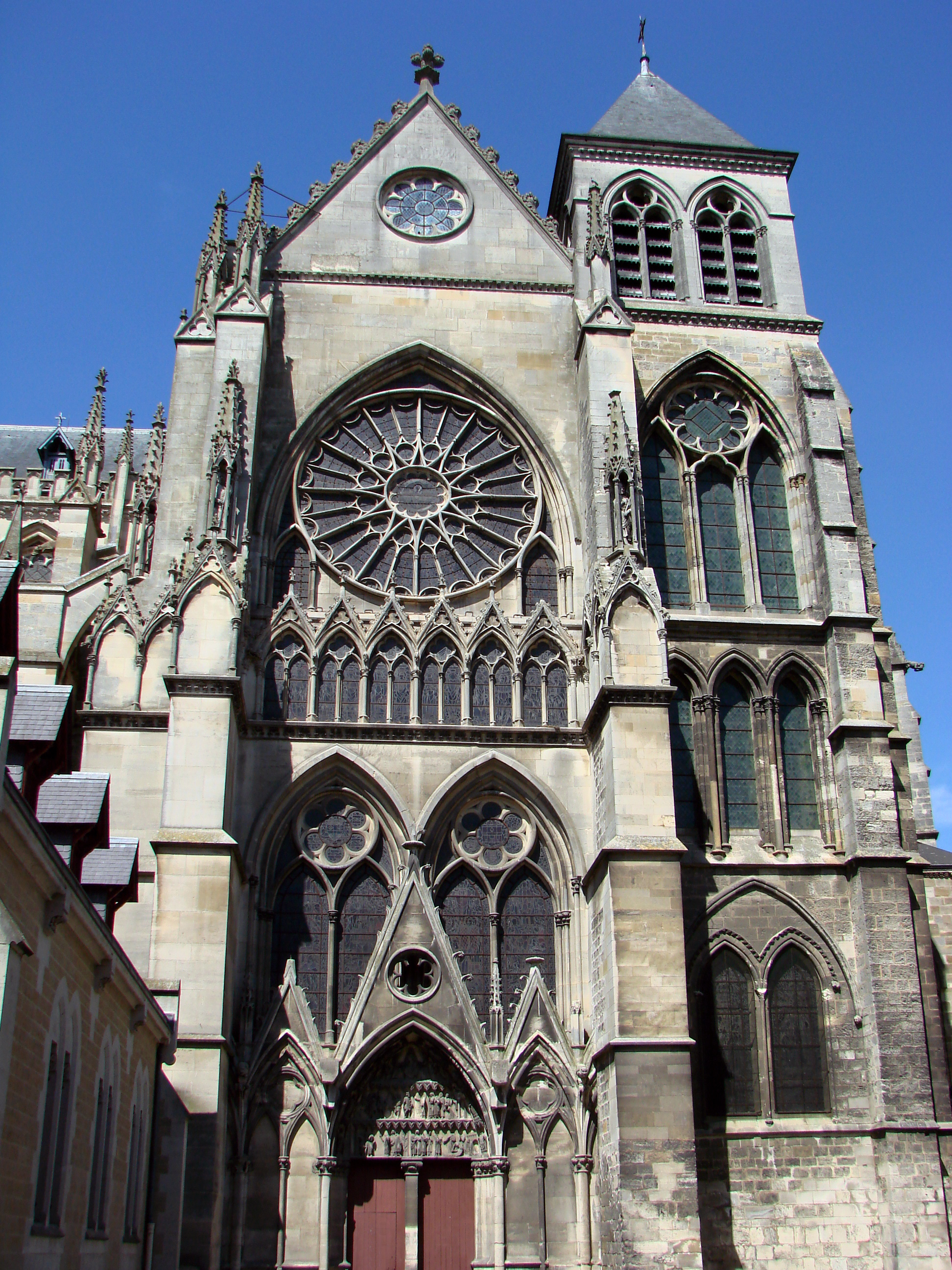
Cathédrale St-Étienne

- Cathédrale St-Étienne – a Marne partjának közelében álló katedrális évszázadokon át épült az 1230-as tűzvészben elpusztult templom helyén, s a munka jószerével csak a 18. század végére készültek el.
- Église Notre-dame-en-Vaux – a Mau csatorna partján álló kisebb templom idősebb a katedrálisnál, a 12. században kezdték építeni. 56 harangból álló harangjátéka valaha a legnagyobb volt Európában. A francia forradalom idején súlyosan megrongálták, azóta helyreállították. A templom valaha a mellette álló kolostorhoz tartozott, amelyet a 18. században leromboltak, hogy helyet adjanak a kanonok házainak építéséhez.
- Église St-Alpin – a 17. században épült, értékes ablakai közül a jobb oldali első kápolnáé azt a jelenete ábrázolja, amikor Châlons püspöke Attila előtt könyörög a városért.
- Városháza – 1771-ben készült klasszicista stílusban.
- Városi könyvtár – egy 17. századi palotában kapott helyet.

## Híres lakosok

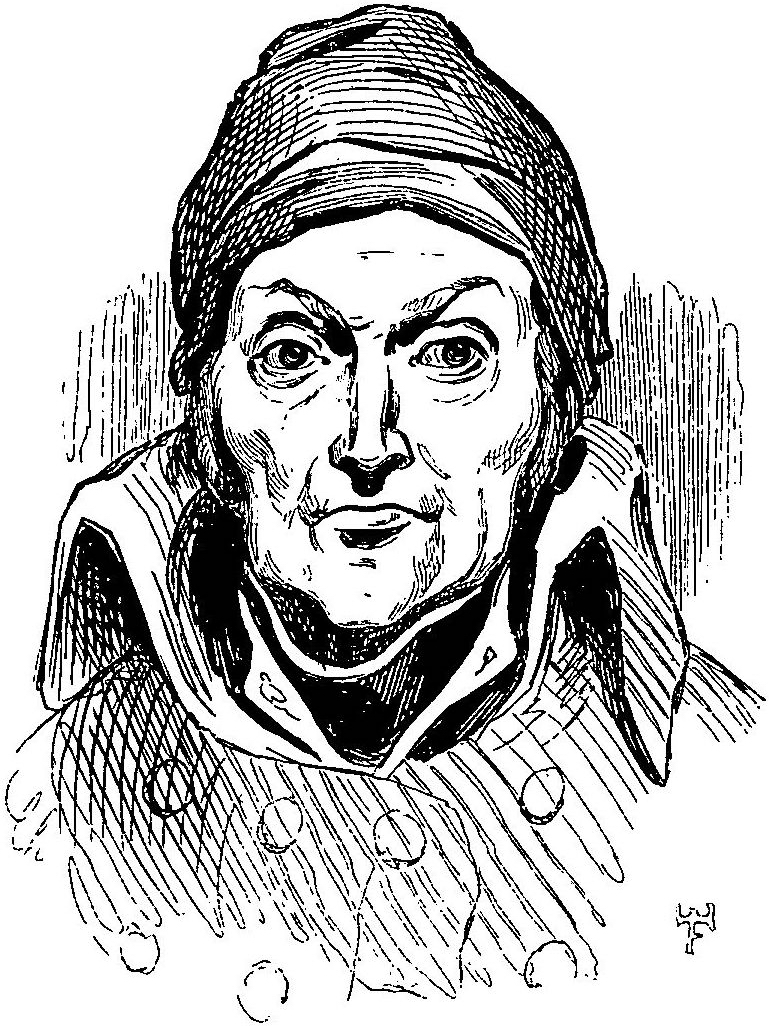
Nicolas Appert

- Nicolas Appert - (1749-1841) a konzervdoboz feltalálója.

## Testvérvárosok
- Ilkeston
- Neuss
- Mirabel
- Wittenberge
- Bobo-Dioulasso
- Razgrad